# Прапор Сербії
Прапор Сербії (серб. Застава Србије, Zastava Srbije) — один з офіційних символів Сербії.

## Опис

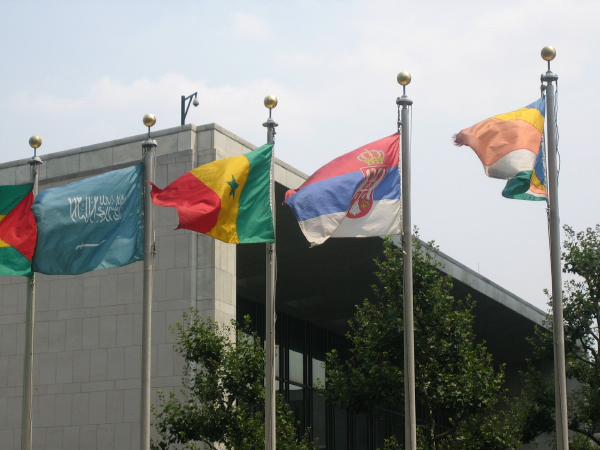
Прапор Сербії на флагштоку біля будівлі ООН

Прапор Сербії — це триколор, що складається з панслов'янських кольорів. Три смуги, на яких він поділений, є (зверху вниз) червоними, синіми і білими (що є як би дзеркальним віддзеркаленням російського прапора зверху вниз). Співвідношення сторін складає два до трьох. Кожна смуга займає одну третину полотнища. Додатково на прапорі змальований малий герб Сербії. Він центрований по вертикалі, а по горизонталі розташований на відстані 5/14 довжин полотнища від держака. Для громадського використання дозволений також варіант без герба, що є також офіційним прапором Республіки Сербської у складі Боснії і Герцеговини.

## Прийняття
17 серпня 2004 сербський парламент видав рекомендацію щодо вживання нових державних символів. У 2006, після того, як Чорногорія в результаті референдуму оголосила про свою незалежність, держава Сербія і Чорногорія розпалася. 8 червня 2006 новий сербський прапор був вперше піднятий перед будівлею ООН. Відтоді сербський прапор замінив прапор Сербії і Чорногорії.

## Історичні прапори
| Прапор                  | Рік | Опис |
| ----------------------- | --- | --- |
|                         | 825—1346 | Прапор Стефана Владислава Першого |
|                         | 27.04.1835 — 01.12.1918                                                                                           | Національний прапор Сербії |
|                         | 22.02.1882 — 01.12.1918                                                                                           | Державний прапор Королівства Сербія |
|                         | 01.12.1918 — 17.04.1941                                                                                           | Цивільний прапор Держави Словенців, Хорватів і Сербів (з 24.08.1920 — Королівство Сербів, Хорватів і Словенців; з 06.01.1929 — Королівство Югославія) |
|                         | 01.12.1918 — 24.08.1920                                                                                           | Державний прапор Держави Словенців, Хорватів і Сербів                                                                                                 |
|                         | 24.08.1920 — 17.04.1941                                                                                           | Державний прапор Королівства Сербів, Хорватів і Словенців (з 06.01.1929 — Королівство Югославія)                                                      |
|                         | 04.12.1943 — 02.12.1945                                                                                           | Прапор Демократичної Федеративної Югославії (де-юре)                                                                                                  |
|                         | 17.04.1941 — 20.10.1944                                                                                           | Національний прапор Сербії |
|                         | 04.12.1943 — 02.12.1945                                                                                           | Прапор Демократичної Федеративної Югославії (де-факто)                                                                                                |
| 02.12.1945 — 27.04.1992 | Прапор Федеративної Народної Республіки Югославія (з 07.07.1963 — Соціалістична Федеративна Республіка Югославія) | |
|                         | 17.01.1947 — 27.04.1992                                                                                           | Прапор Народної Республіки Сербія (з 07.07.1963 — Соціалістична Республіка Сербія) у складі ФНРЮ (з 07.07.1963 — СФРЮ)                                |
|                         | 27.04.1992 — 05.06.2006                                                                                           | Прапор Союзної Республіки Югославія (з 04.02.2003 — Державний Союз Сербії і Чорногорії)                                                               |
|                         | 27.04.1992 — 17.08.2004                                                                                           | Прапор Республіки Сербія у складі СРЮ (з 04.02.2003 — ДССЧ)                                                                                           |
|                         | 17.08.2004 — 11.11.2010                                                                                           | Прапор Республіки Сербія |